# Tasaccora
Tasaccora (łac. Diocesis  Tasaccorensis) – stolica historycznej diecezji we Cesarstwie rzymskim w prowincji Mauretania Cezarensis, zlikwidowana w VII w. podczas ekspansji islamskiej, współcześnie w północnej Algierii. Obecnie katolickie biskupstwo tytularne. 

## Biskupi tytularni
| Lp. | Biskup                  | Funkcja                                  | Od                | Do                |
| --- | ----------------------- | ---------------------------------------- | ----------------- | ----------------- |
| 1   | Francis Patrick Carroll | biskup koadiutor Wagga Wagga (Australia) | 12 czerwca 1967   | 24 lutego 1968    |
| 2   | Benigno Chiriboga       | emerytowany biskup Latacungi (Ekwador)   | 3 grudnia 1968    | 29 listopada 1970 |
| 3   | Bernhard Huhn           | administrator apostolski Görlitz (NRD)   | 13 listopada 1971 | 14 września 2007  |
| 4   | Basilio Athai           | biskup pomocniczy Taunggyi (Mjanma)      | 28 czerwca 2008   | 24 czerwca 2016   |
| 5   | Adam Parker             | biskup pomocniczy Baltimore (USA)        | 5 grudnia 2016    |                   |